# فورد ایکس‌سی فالکن
فورد ایکس‌سی فالکن (Ford XC Falcon) خودرویی است که در سال‌های ژوئیه ۱۹۷۶ تا مارس۱۹۷۹ تولید شده‌است. سیستم جعبه‌دندهٔ آن به صورت دستی است.

## نگارخانه

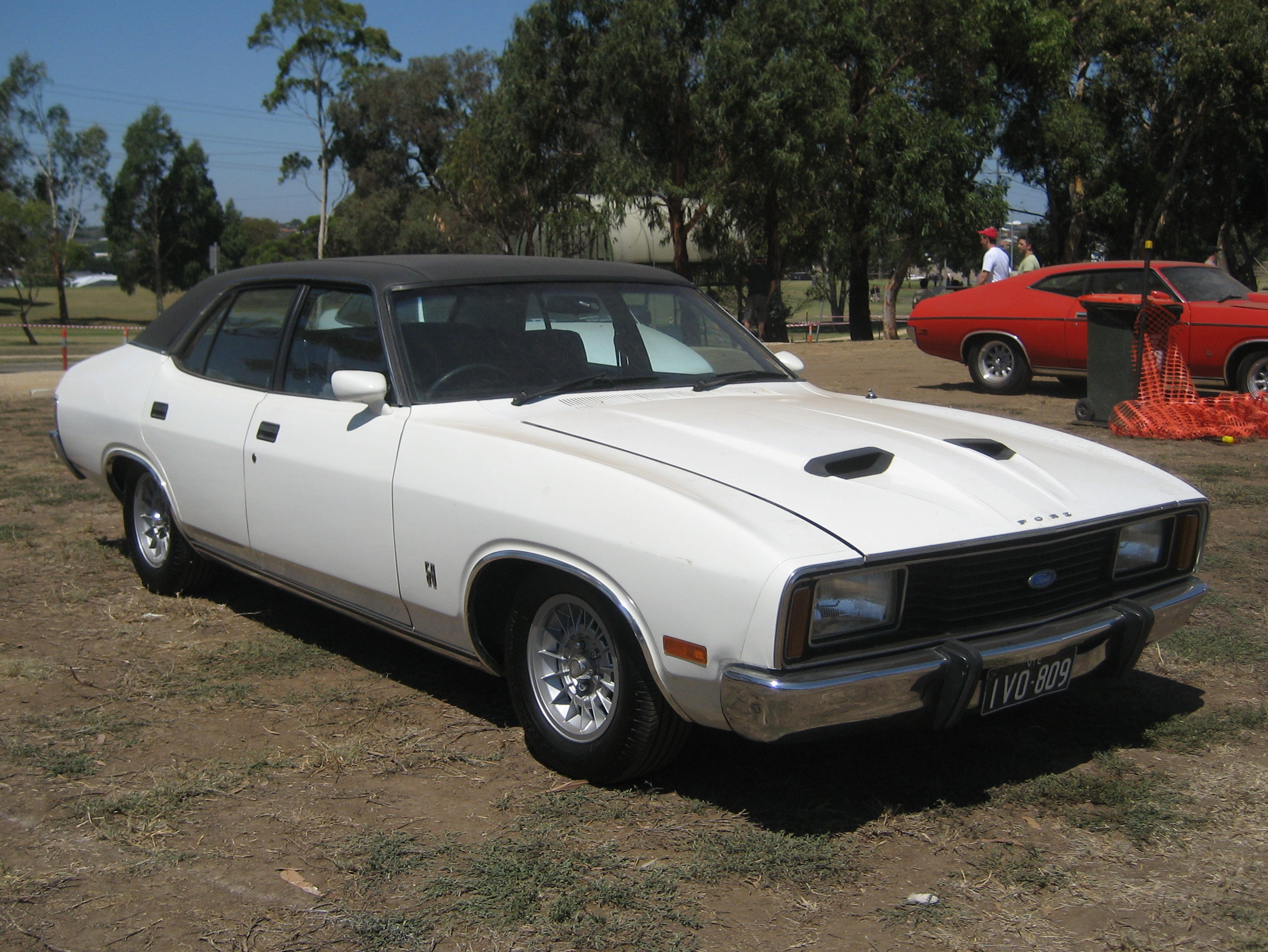
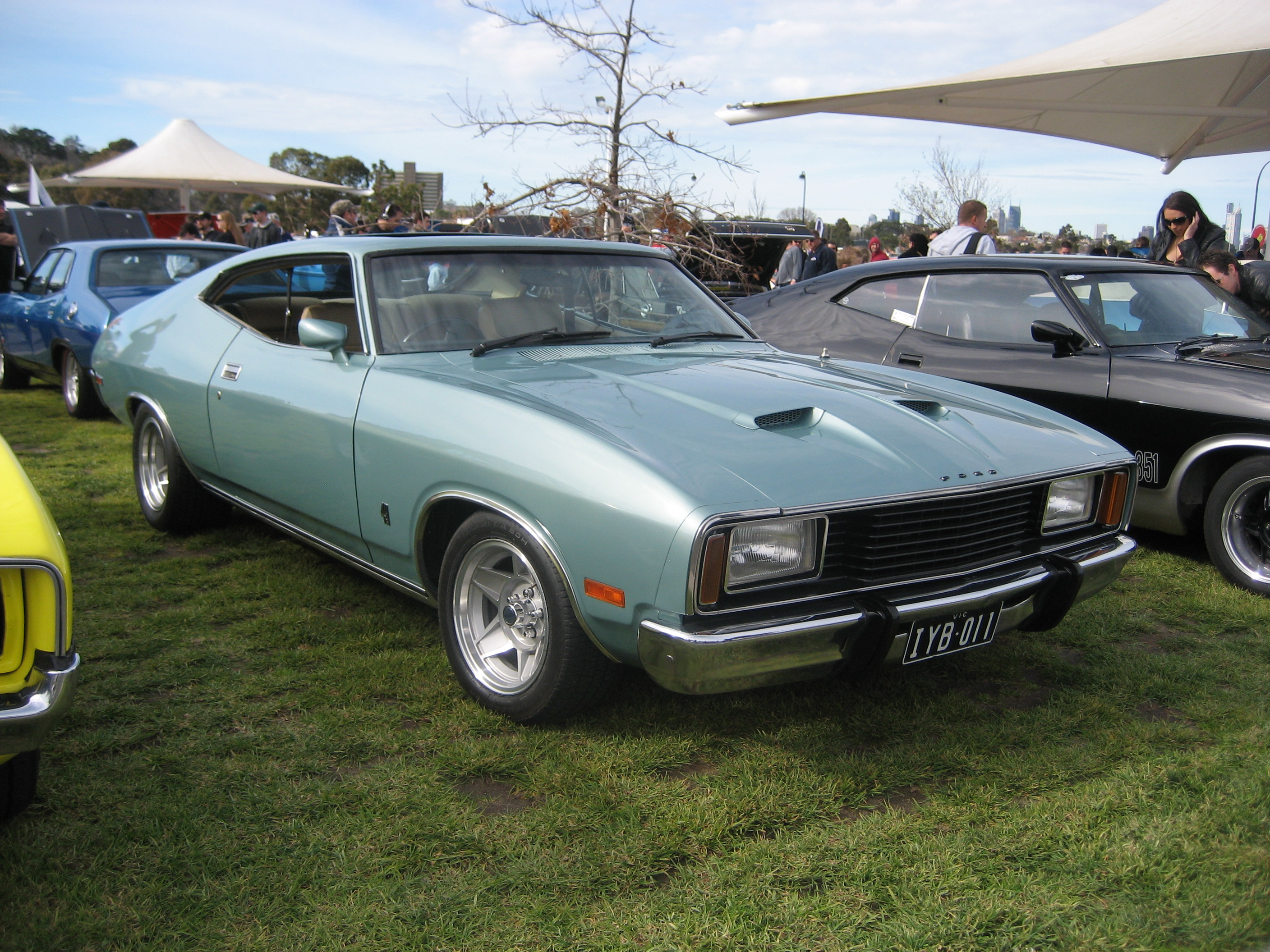
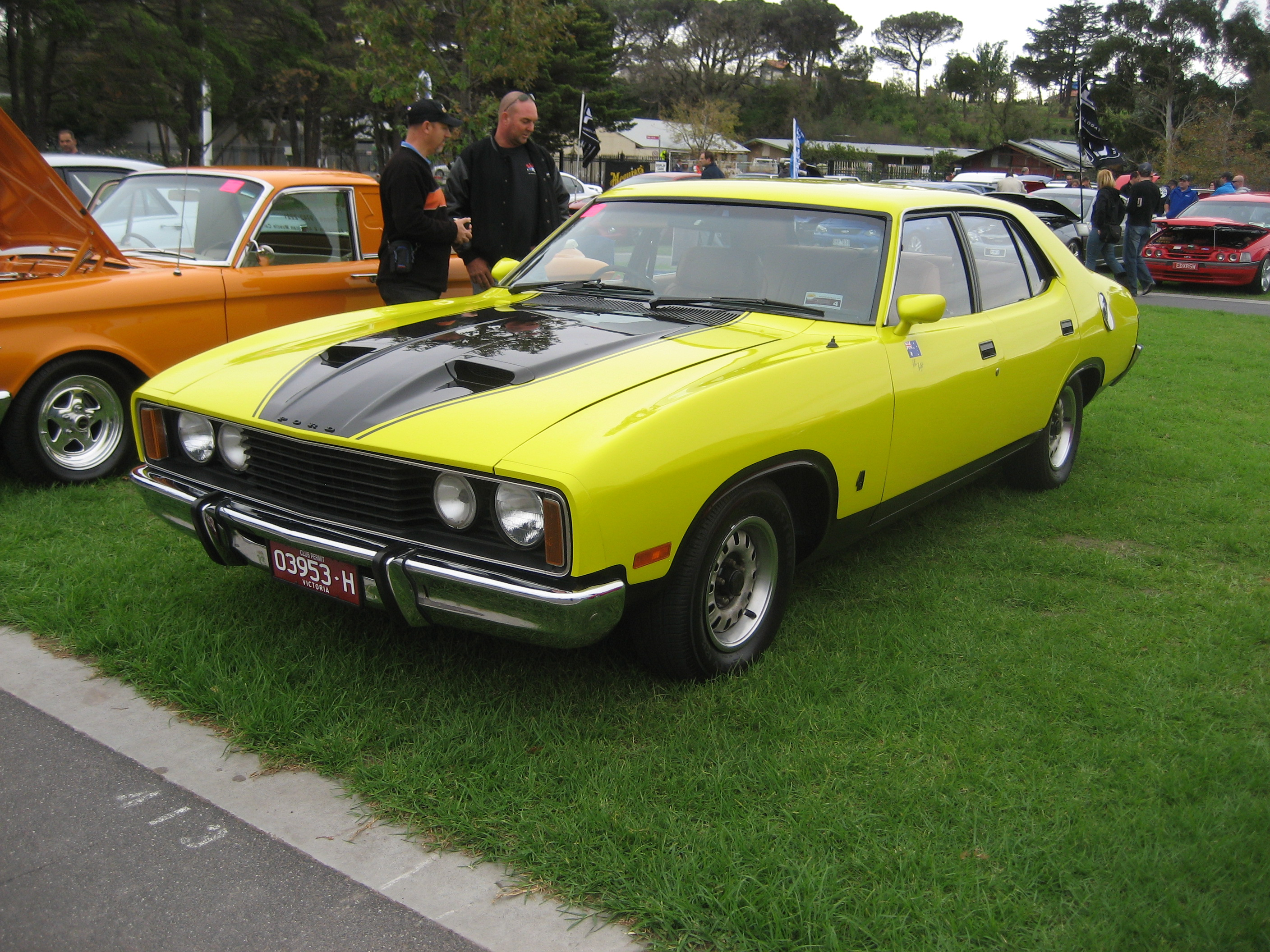
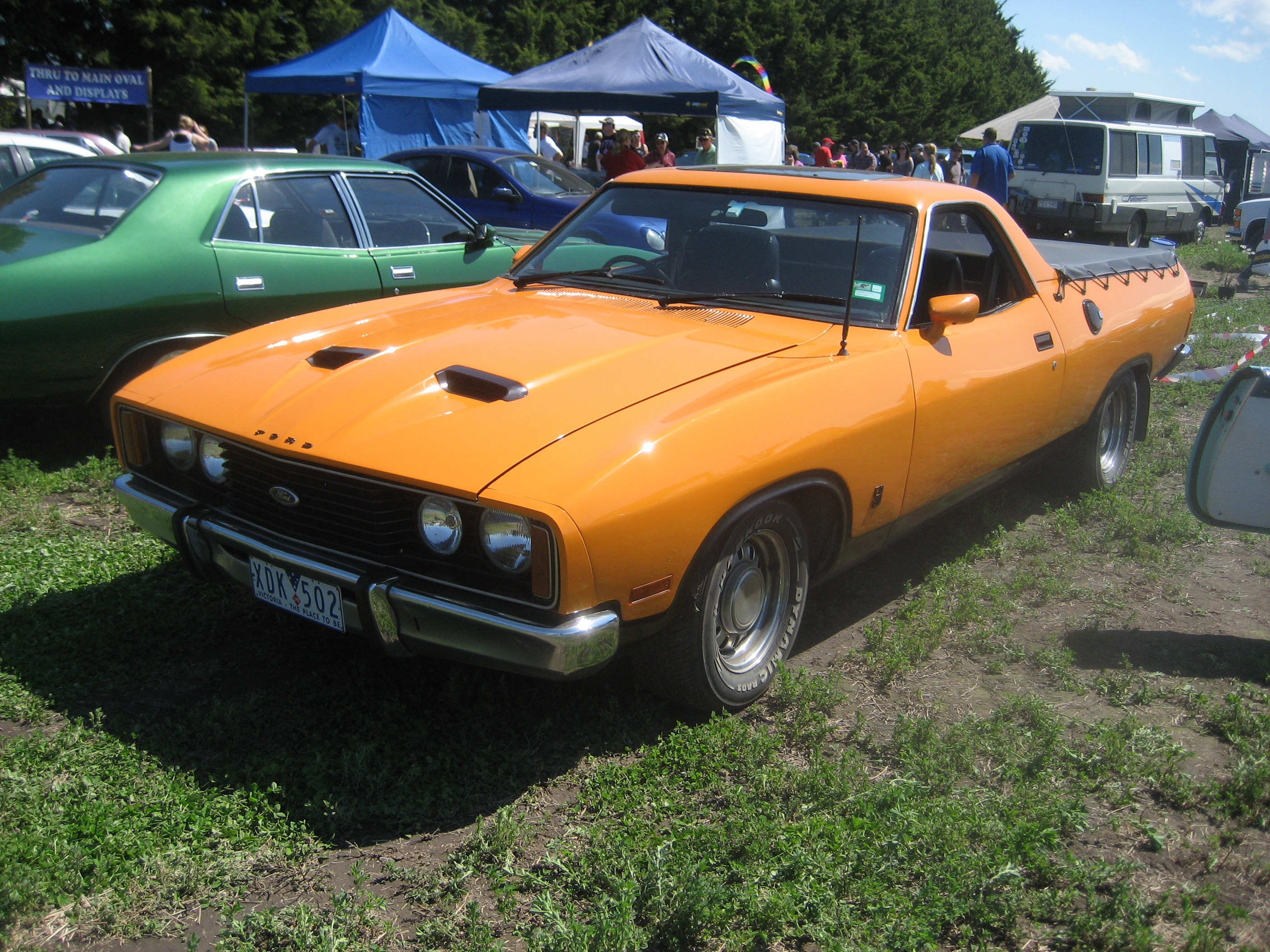